# Атманайська сільська рада
| Атманайська сільська рада — орган місцевого самоврядування у Якимівському районі Запорізької області з адміністративним центром у с.Атманай. Історична дата утворення: в 1841 році. Водоймища на території, підпорядкованій даній раді: Утлюцький лиман. Сільській раді були підпорядковані населені пункти: - с. Атманай - с. Вовче - с. Нове - с. Солоне |

## Населення
За даними перепису населення 2001 року, на території сільради мешкало 1527 осіб. Мовний склад населення був таким:
| Мова       | Число ос. | Відсоток |
| ---------- | --------- | -------- |
| українська | 639       | 41.85    |
| російська  | 876       | 57.37    |
| білоруська | 1         | 0.07     |
| вірменська | 6         | 0.39     |
| молдовська | 3         | 0.20     |

## Склад ради
Рада складалася з 16 депутатів та голови.

### Керівний склад ради
| ПІБ                            | Основні відомості                                                         | Дата обрання | Дата звільнення |
| ------------------------------ | ------------------------------------------------------------------------- | ------------ | --------------- |
| Тарасенко Валентина Вікторівна | Сільський голова, 1959 року народження, освіта, позапартійна              | 26.03.2006   | 02.08.2009      |
| Сажнєв Ігор Станіславович      | Сільський голова, 1972 року народження, освіта, безпартійний              | 02.08.2009   | 31.10.2010      |
| Сажнєв Ігор Станиславович      | Сільський голова, 1972 року народження, освіта вища, член Партії регіонів | 31.10.2010   |                 |

Примітка: таблиця складена за даними джерела